# BitChute
BitChute je mrežni poslužitelj za objavljivanje i dijeljenje videozapisa putem izravnog umrežavanja računala, poznat po smještanju krajnje desničarskih pojedinaca i teoretičara zavjere te po posluživanju sadržaja koji širi mržnju. Osnovan je kao alternativa YouTubeu, s izostankom njegove stroge politike i pravila o objavljivanju sadržaja (tzv. »content rules«), a pogonjen je tehnologijom »Torrenta«. Pokrenut je u siječnju 2017., kada pomoću programa JavaScript postaje dostupan preglednicima. Za razliku od YouTubea i sličnih pružatelja BitChute se ne uzdržava oglašavanjem, nego skupnim financiranjem i dobrovoljnim prilozima korisnika.

## Vanjske poveznice
- Početna stranica